# Ndugu Kebbeh
Ndugu Kebbeh (Schreibvariante: Ndungu Kebbe; Namensvariante: Kebbe) ist eine Ortschaft im westafrikanischen Staat Gambia.
Nach einer Berechnung für das Jahr 2013 leben dort etwa 3215 Einwohner, das Ergebnis der letzten veröffentlichten Volkszählung von 1993 betrug 2172.

## Geographie
Ndugu Kebbeh liegt in der North Bank Region im Distrikt Lower Niumi. Der Ort liegt an der North Bank Road, zwischen Berending und Kuntaya.